# Panorpa truncata
Panorpa truncata is een insect uit de orde van de schorpioenvliegen (Mecoptera), familie van de schorpioenvliegen (Panorpidae). De wetenschappelijke naam van de soort is voor het eerst geldig gepubliceerd door George W. Byers in 1997.
De soort komt voor in Mexico (Jalisco).